# Corendon-Circus/Saison 2019
Dieser Artikel listet Erfolge und Fahrer des Radsportteams Corendon-Circus in der Saison 2019 auf.

## Saison 2019

### Erfolge in der UCI WorldTour
Bei den Rennen der UCI WorldTour im Jahr 2019 gelangen dem Team nachstehende Erfolge.
| Datum     | Rennen                | Fahrer               |
| --------- | --------------------- | -------------------- |
| 3. April  | Dwars door Vlaanderen | Mathieu van der Poel |
| 21. April | Amstel Gold Race      | Mathieu van der Poel |

### Erfolge in der UCI Europe Tour
Bei den Rennen der UCI Europe Tour im Jahr 2019 gelangen dem Team nachstehende Erfolge.
| Datum            | Rennen                            | Kat. | Fahrer               |
| ---------------- | --------------------------------- | ---- | -------------------- |
| 21. Februar      | 1. Etappe Tour of Antalya         | 2.2  | Mathieu van der Poel |
| 24. Februar      | 4. Etappe Tour of Antalya         | 2.2  | Roy Jans             |
| 24. März         | Grand Prix de Denain              | 1.HC | Mathieu van der Poel |
| 9. April         | 1. Etappe Circuit Cycliste Sarthe | 2.1  | Mathieu van der Poel |
| 17. April        | Pfeil von Brabant                 | 1.HC | Mathieu van der Poel |
| 23. Juni         | Elfstedenronde                    | 1.1  | Tim Merlier          |
| 26. Juni         | Halle–Ingooigem                   | 1.1  | Dries De Bondt       |
| 31. Juli         | Prolog Tour Alsace (MZF)          | 2.2  | Corendon-Circus      |
| 1. August        | 1. Etappe Tour Alsace             | 2.2  | Tim Merlier          |
| 4. August        | 4. Etappe Tour Alsace             | 2.2  | Tim Merlier          |
| 15. August       | 1. Etappe Arctic Race of Norway   | 2.HC | Mathieu van der Poel |
| 23. August       | 3. Etappe Dänemark-Rundfahrt      | 2.HC | Lasse Norman Hansen  |
| 25. August       | 5. Etappe Dänemark-Rundfahrt      | 2.HC | Tim Merlier          |
| 10. September    | 4. Etappe Tour of Britain         | 2.HC | Mathieu van der Poel |
| 13. September    | 7. Etappe Tour of Britain         | 2.HC | Mathieu van der Poel |
| 14. September    | 8. Etappe Tour of Britain         | 2.HC | Mathieu van der Poel |
| 7.–14. September | Gesamtwertung Tour of Britain     | 2.HC | Mathieu van der Poel |
| 13. Oktober      | Memorial Rik Van Steenbergen      | 1.1  | Dries De Bondt       |

### Erfolge in den Nationalen Straßen-Radsportmeisterschaften
Bei den Rennen der Nationalen Straßen-Radsportmeisterschaften 2019 konnte das Team nachstehende Titel erringen.
| Datum    | Rennen                                  | Fahrer      |
| -------- | --------------------------------------- | ----------- |
| 30. Juni | Belgische Meisterschaft – Straßenrennen | Tim Merlier |

### Mannschaft
| Teamkader 2019                            | Teamkader 2019     | Teamkader 2019 | Teamkader 2019                     |
| Name                                      | Geburtsdatum       | Land           | Vorheriges Team                    |
| ----------------------------------------- | ------------------ | -------------- | ---------------------------------- |
| Dries De Bondt                            | 4. Juli 1991       | Belgien        | Verandas Willems-Crelan (2018)     |
| Stijn Devolder                            | 29. August 1979    | Belgien        | Verandas Willems-Crelan (2018)     |
| Petter Fagerhaug                          | 29. September 1997 | Norwegen       |                                    |
| Lasse Norman Leth                         | 11. Februar 1992   | Dänemark       | Aqua Blue Sport (2018)             |
| Roy Jans                                  | 15. September 1990 | Belgien        | Cibel-Cebon (2018)                 |
| Jimmy Janssens                            | 30. Mai 1989       | Belgien        | Cibel-Cebon (2018)                 |
| Tom Meeusen                               | 7. November 1988   | Belgien        | Telenet-Fidea Lions (2017)         |
| Marcel Meisen                             | 8. Januar 1989     | Deutschland    | Steylaerts-Verona (2017)           |
| Jonas Rickaert                            | 7. Februar 1994    | Belgien        | Sport Vlaanderen-Baloise (2018)    |
| Loris Rouiller                            | 21. Februar 2000   | Schweiz        |                                    |
| Joeri Stallaert                           | 25. Januar 1991    | Belgien        | Team Vorarlberg-Santic (2018)      |
| Mathieu van der Poel                      | 19. Januar 1995    | Niederlande    | IKO Enertherm-BKCP (2013)          |
| David van der Poel                        | 15. Juni 1992      | Niederlande    |                                    |
| Maarten van Trijp                         | 6. Oktober 1993    | Niederlande    | Destil-Parkhotel Valkenburg (2018) |
| Otto Vergaerde                            | 15. Juli 1994      | Belgien        | WSA-Pushbikers (2018)              |
| Gianni Vermeersch                         | 19. November 1992  | Belgien        | Verandas Willems (2016)            |
| Philipp Walsleben                         | 19. November 1987  | Deutschland    | Palmans Cras (2008)                |
|                                           |                    |                |                                    |
| Quellen: ProCyclingStats Cycling Quotient |                    |                |                                    |